# Sámuel Gyarmathi

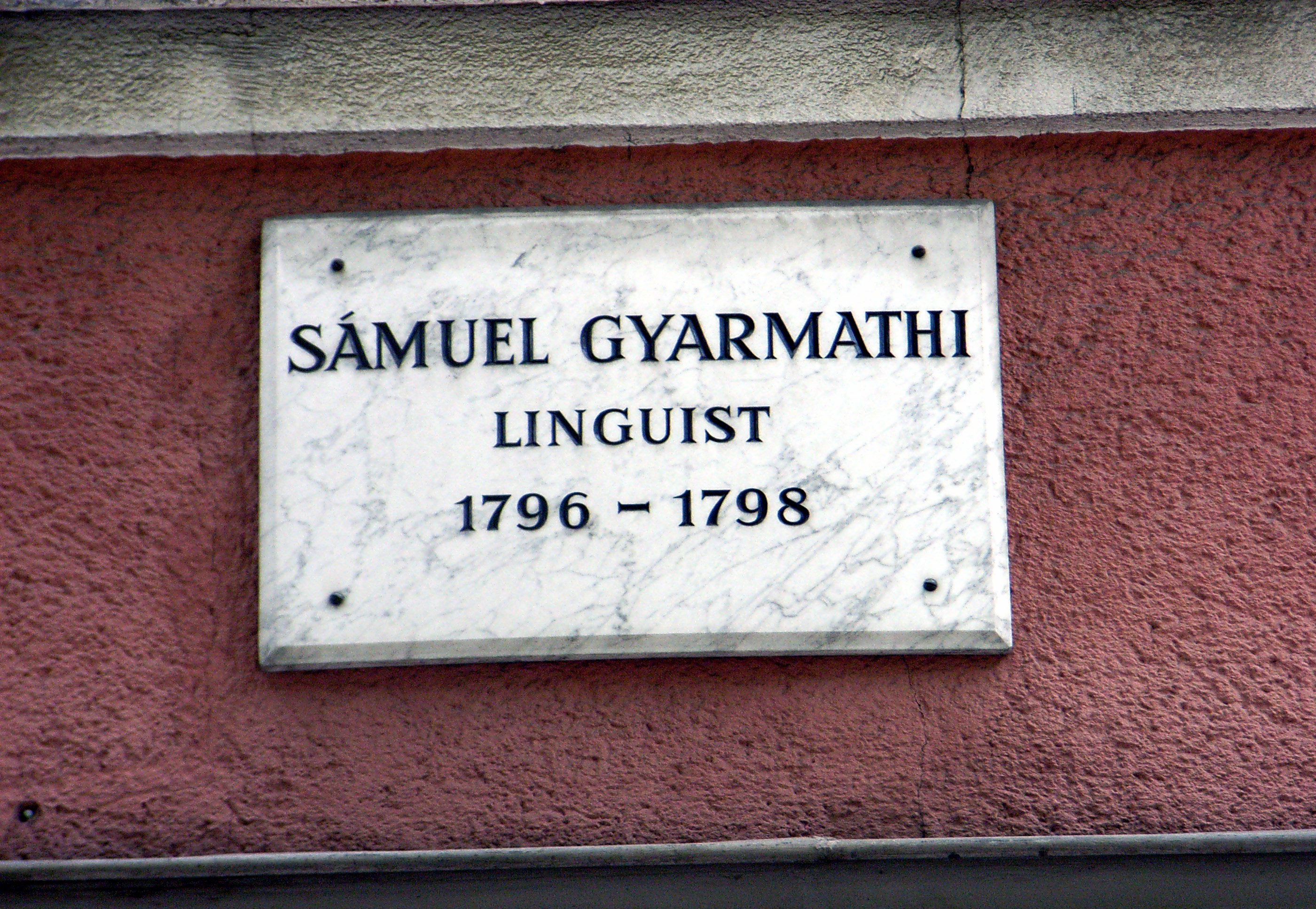
Gedenktafel in Göttingen, Goetheallee 20

Sámuel Gyarmathi (* 15. Juli 1751 in Kolozsvár; † 4. März 1830 ebenda) war ein ungarischer Arzt und Sprachwissenschaftler, der mit seinem grundlegenden Werk entscheidend zur Entstehung der Finnougristik beitrug.

## Leben und Werk
Sámuel Gyarmathi studierte zunächst Medizin u. a. in Wien, wo er 1782 zum Doktor promoviert wurde. Anschließend ging er auf Wanderschaft nach Deutschland, kehrte jedoch bald aus Geldmangel zurück und nahm eine Hauslehrerstelle in Siebenbürgen an. Später war er auch als Arzt tätig. 1789 wurde er auf eine Preisfrage zu einem Thema der ungarischen Sprachforschung aufmerksam und widmete sich aus diesem Anlass zwei Jahre lang intensiven Sprachstudien, die 1794 zur Publizierung einer umfangreichen Untersuchung zur ungarischen Grammatik führten. Durch den Erfolg des Buches erhielt Gyarmathi eine Anstellung beim ungarischen Magnaten Graf Gergely Bethlen als Unterweiser und Arzt von dessen Kindern. Als einer der Söhne zum Studium nach Göttingen ging, wurde er von Gyarmathi begleitet.
An der Universität Göttingen traf Gyarmathi mit dem Historiker August Ludwig von Schlözer zusammen, der damals einer der führenden Spezialisten für Nord- und Osteuropa war. Aufbauend auf seinen früheren Studien zum Ungarischen und seiner Kenntnis von János Sajnovics’ Demonstratio widmete er sich nun intensiv der vergleichenden Sprachforschung und publizierte 1799 seine Affinitas linguae Hungaricae cum Linguis Fennicae originis grammatice demonstrata ('Die Ähnlichkeit der ungarischen Sprache mit denen finnischen Ursprungs, grammatikalisch bewiesen'), die mehr noch als Sajnovics’ Demonstratio eine umfassende Abhandlung zum Vergleich mehrerer finnougrischer Sprachen ist und bis heute wissenschaftlichen Ansprüchen standhält. So entstand die „erste – mit vergleichender grammatischer Methode konsequent durchgeführte – mosaikartige Gesamtdarstellung der hauptsächlichen finnisch-ugrischen Sprachen (einschließlich des Samojedischen) als einer genetischen Einheit“. Damit wurde gemeinsam mit der ein gutes Vierteljahrhundert früher verfassten Untersuchung von Sajnovics eine neue Phase in der Geschichte der Finnougristik eingeleitet.

## Editionen derAffinitas
- Affinitas linguae Hungaricae cum Linguis Fennicae originis grammatice demonstrata. Typis Johann. Christian. Dietrich., Gottingae 1799
- Affinitas linguae Hungaricae cum linguis Fennicae originis grammatice demonstrata. Indiana Univ., Bloomington 1968. Indiana University publications / Uralic and Altaic series. 95. XVII, XXVI, 380 S.
- Grammatical proof of the affinity of the Hungarian language with languages of Fennic origin. Transl., annot., and introd. by Victor E. Hanzeli. Benjamins, Amsterdam u. a. 1983. LX, 327 S., ISBN 90-272-0976-6 (Amsterdam studies in the theory and history of linguistic science / 1, vol. 15).